# Kilt
A kilt hagyományos skót, térdig érő férfi szoknya. Leggyakrabban gyapjúszövetből készül, a 16. században vált ismert ruhadarabbá.

## Története

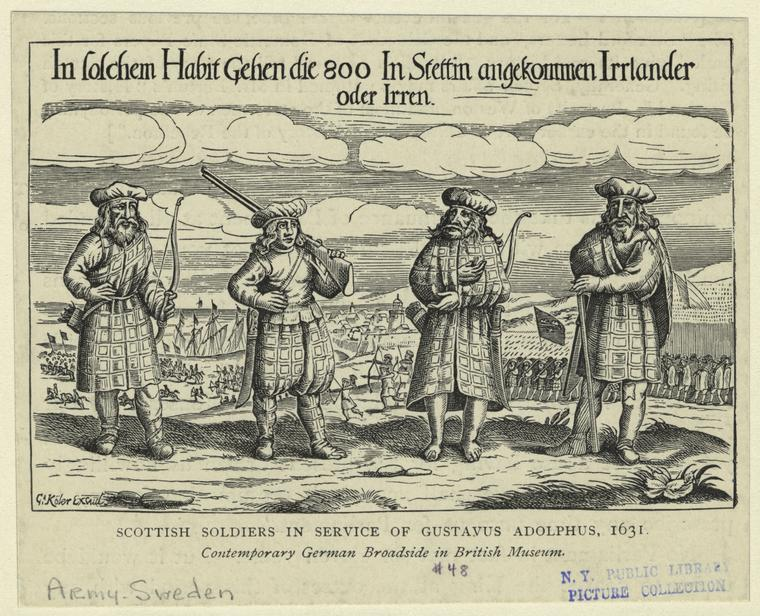
Skót katonák népviseletben (1631-es metszet)

A kilt az ún. „mhor"-ból ered, ami egy válltól bokáig leérő csatos övvel felerősített „pléd” (plaid), egy szabatlan, több méter hosszú gyapjúszövet kámzsával. Ezt gyakran viselték a kelta druidák. Egyes történészek úgy vélik, hogy a skótok Írországból hozták magukkal ezt a viseletet.
Sok előnye volt a felföldi rideg és zord éghajlatban. Szabadon lehetett benne mozogni, meleg volt, a felső testet is befedte, és igen hamar megszáradt. Éjjelre takaróként is funkcionált, elég volt csak az övet levenni és szétteríteni. Olyannyira meleget tudott adni, hogy még a hóban is megvédte a vele takarózót. Még egy fontos funkciója volt a viseletnek: olyan terepszíneket választottak hozzá, amelyek az igen kopár felföldi tájon is módot adtak a rejtőzködésre. Hagyományos formájában csakis férfiak viselik.
Az 1745-ös jakobita lázadást követően az 1746. augusztus 1-jén hatályba lépett Dress Act megtiltotta Skóciában a férfiak hagyományos felföldi viseletét, beleértve a kiltet.
Az elmúlt századokban a mindennapos viselet része volt a szoknya, ám manapság már csak ünnepélyes alkalmakkor öltik magukra.
A kilt szó jelentése „övezd és tekerd fel". Kialakultak táncok, melyeket csakis kiltben lehetett lejteni, pl. a skót felföldi tánc stb. A szoknya alatt semmit sem viselnek. Az 1960-as években az edinburgh-i közlekedési vállalat megtiltotta a skót szoknyát viselő úriembereknek, hogy az emeletes buszok felső részén utazzanak, nehogy a látvány elrettentse az alsó traktusban utazókat.

## Tartozékok
Sporran-erszény:

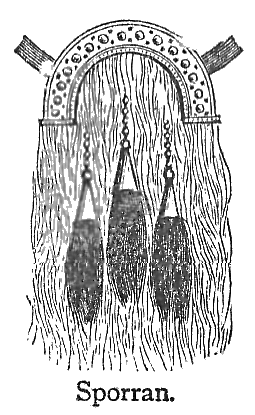
Az erszény

Mivel a hagyományos kilten nem található zseb, az azt viselőknek kellett valami, amibe holmijaikat rakhatják (puskagolyót, élelmiszert stb). A legkorábbi erszények bőrből készült zsákocskák voltak, amiket a derekukra kötve hordtak. A gazdagabbak ezüsttetővel vagy bojtokkal díszítették. Idővel a sporran még különlegesebbé vált: a 19. század végére a prémes erszények már vidra, borz, kecske, vagy fókaprémből készültek. A viktoriánus korban már olyan naggyá és díszessé vált, hogy csaknem teljesen elfedte a kilt elülső részét.  A megfelelő magasságát a hátsó szíj és csat segítségével lehetett beállítani.
Harisnya:
A legtöbb skót férfi csupasz lábbal járt, de amikor elkezdtek harisnyát hordani, azok textilből készültek, nem pedig kötéssel, mint a maiak. A mintázata általában piros-fehér kockás volt és cath dath-nak, azaz „harci mintának” nevezték. Mivel akkor még nem volt gumiszalag, a felföldiek eredetileg egy kevés befont szénával vagy szalmával kötötték meg a tetejét. Egy idő után a harisnyakötőket már kicsi szövőszékeken készítették, és sokkal színesebbek is lettek. Egyforma méretűre csinálták őket, s egy különleges, a nyakkendőkéhez hasonló csomóban végződtek, amit Sniomh Gartainnak neveznek. Az ódivatú kockás harisnya még a díszes harisnyakötők ellenére is elég alaktalan volt és gyakran lecsúszott, ha a viselőjének nem volt elég izmos vádlija. Végül felváltották őket a kötött harisnyák, melyek már sokkal jobban illeszkedtek a lábszár formájához.

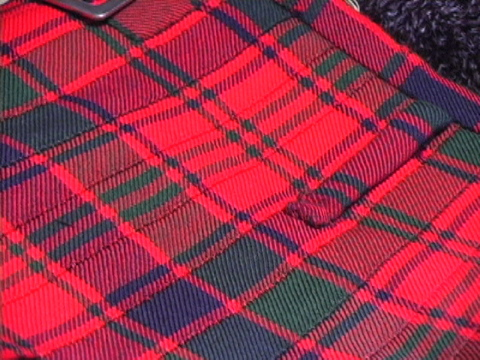
A kilt anyaga

Öv:
A felföldi öv úgy 8–10 cm széles és marhabőrből készült, sárgaréz vagy ezüstcsattal. Ha a skót férfi úton volt, és szűkében volt az élelemnek, szorosabbra húzta az övét, hogy a gyomra kevésbé tűnjön üresnek. A legszebb öveket vörös korall, vagy drágakövek díszítették.